# United Front Games
United Front Games（縮寫為UFG）是一間位於溫哥華的加拿大電子遊戲開發工作室，成立于2007年，在2016年关闭。他們為PlayStation 3、Xbox 360和Microsoft Windows平台開發遊戲。他們開發了《ModNation Racers》和《熱血無賴》系列等遊戲。

## 歷史
United Front Games成立於2007年夏，大部分創始成員都是遊戲行業中的資深人士，其中九位來自EA Black Box。UFG採用兩個設計團隊同時工作的方式，在保證團隊擁有充足開發時間的同時，又能讓公司擁有足夠人手繼續擴展。他們的第一個作品是《ModNation Racers》，這是一款由用戶生成內容組成的卡丁車賽車遊戲。遊戲於2008年開始開發，在2010年5月21日起在部分國家發售，5月25日在美國發售。
在2012年8月14日，他們發布了《香港秘密警察》（前稱《真實犯罪：香港》）。雖然這款遊戲最初被普遍認為是原來的《真實犯罪》系列作品，但實際上這是開發商重新製作的、擁有知識產權的新作品。在《小小大星球》系列開發商Media Molecule的協助下，他們開發了《小小大星球：卡丁車》。
除了開發《熱血無賴》的續作《三合會之戰》外，他們也在開發《古墓丽影：決定版》的Xbox One版。
在2015年12月，公司宣布《三合会之战》将在2016年1月关闭测试，取消开发。2016年10月17日，United Front Games被外媒Game Informer报道已经被关闭，對此官方並沒有具體透露更多原因。

## 所開發的遊戲
| 年份 | 遊戲                  | 平台 | 平台 | 平台 | 平台 | 平台 | 平台   | 備註                                                         |
| 年份 | 遊戲                  | PS3  | PS4  | Win  | X360 | XOne | OnLive | 備註                                                         |
| ---- | --------------------- | ---- | ---- | ---- | ---- | ---- | ------ | ------------------------------------------------------------ |
| 2010 | ModNation Racers      | 是   | 否   | 否   | 否   | 否   | 否     | PSP版由索尼電腦娛樂聖地亞哥工作室開發                        |
| 2012 | 香港秘密警察          | 是   | 否   | 是   | 是   | 否   | 是     | 由史克威尔艾尼克斯發行                                       |
| 2012 | 小小大星球：卡丁車    | 是   | 否   | 否   | 否   | 否   | 否     | PlayStation 3獨占遊戲                                        |
| 2014 | 古墓丽影：決定版      | 否   | 否   | 否   | 否   | 是   | 否     | 原作由晶體動力製作，Xbox One版由United Front Games製作       |
| 2014 | 香港秘密警察：決定版  | 否   | 是   | 是   | 否   | 是   | 否     |                                                              |
| 2014 | 光环：士官长合集      | 否   | 否   | 否   | 否   | 是   | 否     | 协助343 Industries制作                                       |
| TBA  | 三合會之戰 Triad Wars | 是   | 是   | 是   | 是   | 是   | 是     | 與史克威尔艾尼克斯倫敦工作室共同開發，在2016年宣布取消开发。 |
| TBA  | 打砸抢 Smash+Grab     | 否   | 否   | 是   | 否   | 否   | 否     | 在2016年于Steam商店上架早期预玩版，同年随公司关闭取消开发。  |

## 外部連結
- （英文）United Front Games官方网站
  - United Front Games的X（前Twitter）
  - United Front Games的Facebook專頁
  - YouTube上的
  - United Front Games的Instagram帳戶